# Agriophara nodigera
Agriophara nodigera es una especie de polilla del género Agriophara, familia Depressariidae.
Fue descrita científicamente por Turner en 1900.